# Charlotte von Ahlefeld
Charlotte Elisabeth Sophie Louise Wilhelmine von Ahlefeld, meisjesnaam von Seebach (Stedten, 6 december 1781 - Teplice, 27 juli 1849) was een Duitse schrijfster. Ze schreef onder de pseudoniemen Elisa Selbig, Ernestine, Natalie, Verfasserin der Erna, Verfasserin der Felicitas, Verfasserin der Marie Müller en C..
Charlotte von Ahlefeld was een dochter van de Hannoveraanse regimentscommandant Alexander Christoph August von Seebach en zijn vrouw Albertine Wilhelmine von Ingersleben. Haar opvoeding verkreeg ze door huisleraren en gouvernantes. De gedichten die ze als tienjarige schreef zouden indruk gemaakt hebben op Goethe.
In 1798 debuteerde Charlotte van Ahlefeld met haar roman Liebe und Trennung oder merkwürdige Geschichte der unglücklichen Liebe zweyer fürstlicher Personen jetziger Zeit (Liefde en scheiding, of de merkwaardige geschiedenis van de ongelukkige liefde tussen twee adellijke personen van deze tijd).
Ze huwde op 21 mei 1798 de landgoedbezitter Johann Rudolf von Ahlefeld, eigenaar van de goederen Saxtorf, Sehestedt en Ludwigsburg. Het paar kreeg drie zonen: Friedrich (1799–1862), Erich (1800–1853) en Hermann (1806–1855). In de St. Peter und Paul-kerk in Sehestedt bevindt zich een door Charlotte von Ahlefeld geschonken schilderij.
In 1799 publiceerde ze haar tweede roman, Maria Müller, die lange tijd een bestseller was. Ze schreef meer dan 30 romans en verhalenbundels en een bundel gedichten. De werken verschenen meest onder pseudoniemen, zoals destijds voor vrouwen de gewoonte was. Haar veelal rationalistische familieromans en vertellingen schreef ze in classicistische stijl. De liefdesperikelen spelen vaak in de 'riddertijd' en eindigen met berusting.
Ze scheidde in 1807 van haar man 'vanwege diens ontrouw en wildheid'. Later trok ze weer naar Weimar om in de buurt van Johann Wolfgang von Goethe en Charlotte von Stein te kunnen zijn. Ook was ze bevriend met Sophie Mareau en met de beeldhouwer Christian Friedrich Tieck. Ze voerde een correspondentie met Clemens Brentano.
Haar literaire activiteit eindigde in 1832 met haar roman Der Stab der Pflicht. In 1846 verhuisde ze in verband met haar gezondheid naar het kuuroord Teplice. Daar overleed ze op 27 juli 1849.
- Bibliothèque nationale de France: cb135445745 (data)
- Gemeinsame Normdatei: 118962590
- International Standard Name Identifier: 0000 0001 1867 4060
- Library of Congress Control Number: nb99036401
- Nationale Bibliotheek van Tsjechië: jo2016918588
- Nationale Bibliotheek van Israël: 987012508862705171
- Nationale Bibliotheek van Polen: a0000001757517
- Nederlandse Thesaurus van Auteursnamen: 145805352
- Réseau des bibliothèques de Suisse occidentale: 02-A002912166
- LIBRIS: 245095
- Système universitaire de documentation: 250625881
- Virtual International Authority File: 46924040
- WorldCat: E39PCjrpxVvgGKqT7yxvQW37tq